# カントゥ・フォルクローレ連酩
カントゥ・フォルクローレ連酩（ - れんめい）は、遠くインカの時代から南米アンデス地方の農村で演奏されている土着の音楽「アウトクトナ」を演奏する音楽グループ。
2000年11月11日に結成。メンバー全員が日本人であるが、その多くが 実際にアンデスの地を踏み、アンデスの楽士たちが奏でる調べを体感してきている。また「アンデス村祭り隊」を組織し、在日ペルー人や在日ボリビア人たちとともに、アンデスの音楽と踊りで路上を練り歩くパレードに参加し、アンデスの文化を紹介することに力を入れている。

## 概要
南米アンデス地方に古くから伝わるアウトクトナ音楽の中のカントゥという形式の音楽を研究、演奏することを目的に2000年に結成され、東京都府中市を拠点に活動を行っている。ボリビアの首都ラ・パスに住み、現地の先住民たちの音楽の普及・保存をめざして精力的に活動している杉山貴志のアドバイスを得て、ボリビア各地の農村で、インカの時代より脈々と演奏され続けている様々なアウトクトナ音楽の楽器に挑戦している。

## グループ名について
アンデスの音楽形式の1つ「カントゥ」、民族音楽の「フォルクローレ」、酩酊しながら楽しく連なって演奏するという意味の「連酩」、これらを順番にならべたもの。「連酩」の造語は関東フォルクローレ連盟の天利紀子による、南米のお祭りをイメージしたもの。

## 主な活動
結成当時より、アンデスのこだま（東京都）、コスキン・エン・ハポン（福島県）などの毎年行われる南米フォルクローレのイベントに参加。2004年、兵庫県立三木山森林公園で行われた「第8回三木山フォルクローレ音楽祭」に初参加。2007年2月には明治記念館で行われたチャリティーコンサートで常陸宮正仁親王夫妻の前で演奏、8月には東京上野の国立科学博物館で演奏会を開催した。また「アンデス村祭り隊」の団体名で、湘南台ファンタジア（2006年及び2007年）、ザよこはまパレード（2007年の第55回より、2014年の第62回まで連続7回：2011年の第59回は震災のため開催中止）に出場している。2009年より毎年『アンデス村祭りコンサート』を東京・代々木公園野外ステージにて開催している。